# 終わらないLOVE SONG
『終わらないLOVE SONG』（おわらないラヴ・ソング）は、1997年10月22日リリースの稲垣潤一36枚目のシングル。

## 解説
NHK・BS『新・真夜中の王国』オープニング・テーマソング。

## 内容
1. 終わらないLOVE SONG
  - 作詞:森雪之丞、作曲:井上慎二郎、編曲:武部聡志
2. 君がそばにいるだけで僕はすべてを手に入れた
  - 作詞:秋元康、作曲:MAYUMI、編曲：武部聡志
3. 終わらないLOVE SONG （オリジナル・カラオケ）